# Капительная зеркальная N
ᴎ (капительный энг, в Юникоде называется капительная зеркальная N) — буква расширенной латиницы, используемая в Уральском фонетическом алфавите.

## Использование
В УФА обозначала глухой велярный носовой согласный (МФА: [ŋ̊]), присутствовала в версиях 1901 и 1939 годов; для сверхкраткого звука использовалась надстрочная форма — ᴻ. В версии 1970 года не упоминается
Использовалась в транскрипции Американской антропологической ассоциации 1916 года для обозначения того же звука.